# Pommiers (Loire)
Pommiers település Franciaországban, Loire megyében. Lakosainak száma 371 fő (2022. január 1.). Pommiers Bussy-Albieux, Nervieux, Sainte-Foy-Saint-Sulpice, Saint-Georges-de-Baroille, Saint-Germain-Laval és Vézelin-sur-Loire községekkel határos.

## Népesség
A település népességének változása:
| Lakosok száma | 410  | 323  | 296  | 383  | 366  | 362  | 359  | 359  | 358  | 371  |
|               | 1968 | 1982 | 1990 | 2006 | 2013 | 2015 | 2017 | 2019 | 2020 | 2022 |